# A̦
Cette page contient des caractères spéciaux ou non latins. S’ils s’affichent mal (▯, ?, etc.), consultez la page d’aide Unicode.
A̦ (minuscule : a̦), appelé A virgule souscrite, est un graphème utilisé dans l’écriture du yanomamö et du ǀxam ou dans certaines transcriptions phonétiques. Il s’agit de la lettre A diacritée d’une virgule souscrite.

## Utilisation
Le A virgule souscrite a été utilisé en ǀxam et représente une voyelle ouverte antérieure non arrondie pharyngalisée [aˤ].
Le A virgule souscrite est utilisé en yanomamö pour représenter une voyelle a nasalisée, certains ouvrages utilisent plutôt le A cédille ‹ A̧ a̧ › ou le A ogonek ‹ Ą ą ›.

## Représentations informatiques
Le A virgule souscrite peut être représenté avec les caractères Unicode suivants (latin de base, diacritiques) :
| formes    | représentations | chaînes de caractères | points de code | descriptions                                            |
| --------- | --------------- | --------------------- | -------------- | ------------------------------------------------------- |
| capitale  | A̦               | A◌̦                    | U+0041 U+0326  | lettre majuscule latine a diacritique virgule souscrite |
| minuscule | a̦               | a◌̦                    | U+0061 U+0326  | lettre minuscule latine a diacritique virgule souscrite |